# Diözese St Asaph

Wappen der Diözese St Asaph

Das Bistum St Asaph (lateinisch Dioecesis Assavensis, englisch Diocese of St Asaph, Diocese of Saint Asaph, walisisch Esgobaeth Llanelwy) ist eine Diözese der anglikanischen Church in Wales mit Sitz in St Asaph. Bis zur englischen Reformation war es eine römisch-katholische Diözese.

## Geschichte

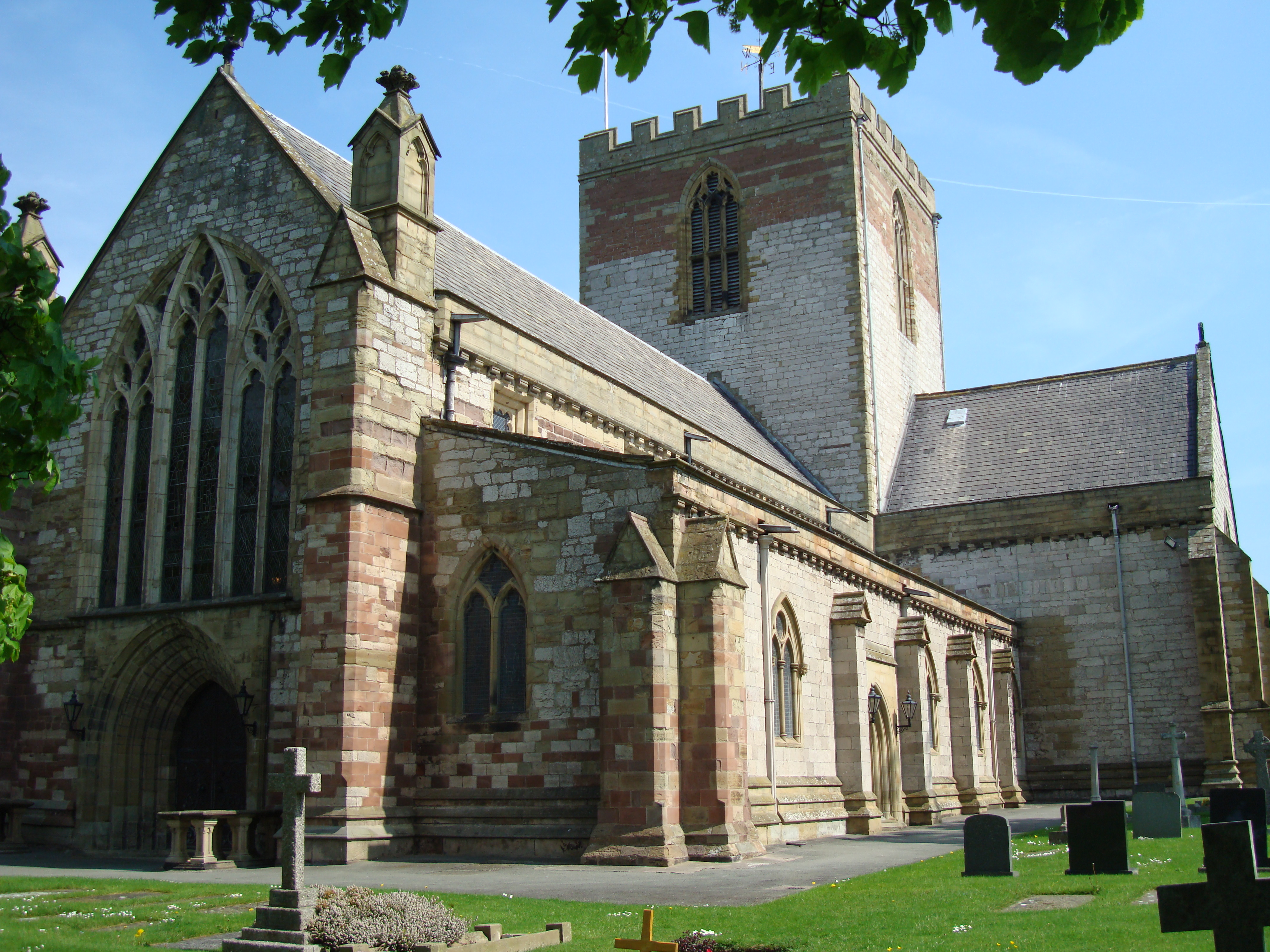
Kathedrale von St Asaph

Der Legende nach gründete der heilige Kentigern 560 in Llanelwy ein Kloster. Als er 573 nach Schottland zurückkehrte, setzte er den heiligen Asaph als seinen Nachfolger ein. Nach der normannischen Eroberung von Nordwales versuchten die Normannen, auch die Vorherrschaft über die walisische Kirche zu erlangen. Dazu ernannte Theobald von Bec, der Erzbischof von Canterbury, 1142 Gilbertus zum Bischof von St Asaph. Sein nordwalisisches Bistum war dem Erzbistum Canterbury als Suffraganbistum unterstellt. In der Mitte des 13. Jahrhunderts umfasste das Bistum St Asaph 69 Kirchen und 19 Kapellen. Das Bistum war in acht Dekanate unterteilt. Nach seinem ersten Feldzug gegen Wales wolle der englische König Eduard I. 1281 den Bischofssitz von St Asaph in das von ihm neu gegründete Rhuddlan verlegen. Im kurz darauf folgenden zweiten Krieg zwischen England und Wales wurde 1282 die Kathedrale von St Asaph von englischen Soldaten zerstört. Bischof Anian II exkommunizierte darauf die englischen Soldaten, worauf er die Gunst des englischen Königs verlor und aus St Asaph fliehen musste. Erzbischof Pecham von Canterbury entschied daraufhin, den Bischofssitz beizubehalten und die Kathedrale wieder aufzubauen.
Der letzte römisch-katholische Bischof, Thomas Goldwell, floh im Jahre 1559. Bischof Thomas Goldwell starb 1581 in Rom.
Nach der englischen Reformation gehörte das Bistum St Asaph zur Kirchenprovinz Canterbury der Church of England, bis die walisische anglikanische Kirche 1920 als Church in Wales selbständig wurde.